# 26232 Antink
26232 Antink è un asteroide della fascia principale. Scoperto nel 1998, presenta un'orbita caratterizzata da un semiasse maggiore pari a 2,4045999 UA e da un'eccentricità di 0,1700216, inclinata di 2,68124° rispetto all'eclittica.